# Ґай (Кольський повіт)
Ґай (пол. Gaj) — село в Польщі, у гміні Домб'є Кольського повіту Великопольського воєводства.
Населення — 133 особи (2011).
У 1975-1998 роках село належало до Конінського воєводства.

## Демографія
Демографічна структура станом на 31 березня 2011 року:
|          | Загалом | Допрацездатний вік | Працездатний вік | Постпрацездатний вік |
| -------- | ------- | ------------------ | ---------------- | -------------------- |
| Чоловіки | 63      | 11                 | 44               | 8                    |
| Жінки    | 70      | 13                 | 36               | 21                   |
| Разом    | 133     | 24                 | 80               | 29                   |